# Trabzonspor Kulübü 2005-2006
Questa pagina raccoglie i dati riguardanti il Trabzonspor nelle competizioni ufficiali della stagione Trabzonspor 2005-2006.

## Stagione
Il Trabzonspor arriva quarto in campionato qualificandosi per i preliminari di Coppa UEFA.
In Coppa di Turchia arriva alla fase a gironi.

## Divise e sponsor
- AVEA

## Rosa
| N. |                          | Ruolo | Calciatore                   |
| -- | ------------------------ | ----- | ---------------------------- |
| 1  | Brasile (bandiera)       | P     | Jefferson de Oliveira Galvão |
| 2  | Turchia (bandiera)       | D     | Feridun Sungur               |
| 3  | Brasile (bandiera)       | D     | Fabiano Eller                |
| 4  | Serbia (bandiera)        | D     | Milan Stepanov               |
| 5  | Turchia (bandiera)       | C     | Hüseyin Çimşir               |
| 6  | Turchia (bandiera)       | C     | Hasan Üçüncü                 |
| 7  | Polonia (bandiera)       | C     | Mirosław Szymkowiak          |
| 8  | Turchia (bandiera)       | A     | Ömer Rıza                    |
| 9  | Turchia (bandiera)       | A     | Mehmet Yılmaz                |
| 10 | Turchia (bandiera)       | A     | Fatih Tekke                  |
| 11 | Guinea (bandiera)        | A     | Ibrahim Yattara              |
| 13 | Corea del Sud (bandiera) | C     | Lee Eul-Yong                 |
| 13 | Turchia (bandiera)       | D     | Ufukhan Bayraktar            |
| 14 | Turchia (bandiera)       | D     | Fatih Akyel                  |
| 15 | Turchia (bandiera)       | D     | Özgür Bayer                  |
| 18 | Turchia (bandiera)       | D     | Tayfun Cora                  |

| N. |                      | Ruolo | Calciatore              |
| -- | -------------------- | ----- | ----------------------- |
| 20 | Turchia (bandiera)   | A     | Ali Güzeldal            |
| 21 | Rep. Ceca (bandiera) | A     | Tomáš Jun               |
| 23 | Turchia (bandiera)   | A     | Ergin Keleş             |
| 25 | Turchia (bandiera)   | C     | İbrahim Ege             |
| 28 | Turchia (bandiera)   | C     | Aykut Akgün             |
| 29 | Turchia (bandiera)   | P     | Tolga Zengin            |
| 33 | Turchia (bandiera)   | D     | Eyüp Kadri Ataoğlu      |
| 34 | Turchia (bandiera)   | D     | Emrah Eren              |
| 38 | Turchia (bandiera)   | D     | Erdinç Yavuz            |
| 47 | Turchia (bandiera)   | C     | Volkan Kürşat Bekiroğlu |
| 49 | Turchia (bandiera)   | D     | Kürşat Duymuş           |
| 61 | Turchia (bandiera)   | C     | Gökdeniz Karadeniz      |
| 66 | Turchia (bandiera)   | C     | Adem Koçak              |
| 77 | Turchia (bandiera)   | P     | Ahmet Sahin             |
| 85 | Turchia (bandiera)   | D     | Ferhat Çökmüş           |
| 99 | Turchia (bandiera)   | C     | Celaleddin Koçak        |